# Бовкун, Вячеслав Владимирович
Вячеслав Владимирович Бовкун (род. 19 января 2000, Реутов, Московская область, Россия) — российский тхэквондист, чемпион России (2020), бронзовый призёр чемпионата Европы (2021), серебряный призёр чемпионата России (2022), бронзовый призёр чемпионата России (2021), выступает за сборную России.

## Биография
Вячеслав Бовкун родился 19 января 2000 года в городе Реутов Московской области. В 2018 году окончил школу № 20 в Королёве. В 6 лет Вячеслав Бовкун начал свои первые тренировки с братом, который был на год младше. Спортивное обучение проходил в спортивной школе олимпийского резерва №41 «Москворечье». По состоянию на 2022 год тренируется в клубе «Беркут» в Москве. Тренер — Подпалько Сергей Леонидович.

## Достижения
- Первенство России среди кадетов (2013) —
- Первенство России среди молодежи (2017) —
- President’s Cup Germany (Германия) среди юниоров (2016) —
- President’s Cup Greece среди юниоров, Греция (2017) —
- Первенство России среди юниоров (2017) —
- Первенство Европы, Кипр (2017) —
- Multi European games, Болгария (2018) —
- Российская спартакиада среди молодежи (2018) —
- Первенство России среди молодежи (2018) —
- Чемпионат России (2018) —
- Словения Open (2019) —
- Россия Open (2019) —
- Чемпионат России (2020) — [1]
- Чемпионат Европы, состав сборной России, Болгария (2021) — [5]
- Чемпионат России 2021 год — [6]
- Чемпионат России 2022 год — [7]